# نيكولاس كرين
نيكولاس كرين (بالإنجليزية: Nicholas Crane)‏ هو كاتب ومقدم تلفزيوني بريطاني، ولد في 6 مايو 1954.

## وصلات خارجية
- نيكولاس كرين على موقع IMDb (الإنجليزية)